# Henry Djanik
 (mai 2024).
Si vous disposez d'ouvrages ou d'articles de référence ou si vous connaissez des sites web de qualité traitant du thème abordé ici, merci de compléter l'article en donnant les références utiles à sa vérifiabilité et en les liant à la section « Notes et références ».
Arthur Djanikian, dit Henry Djanik, (parfois orthographié Henri Djanick), est un acteur franco-arménien, né le 21 mars 1926 à Varna et mort le 18 août 2008 au Perreux-sur-Marne.
Très actif dans le milieu du doublage, il est une des très grandes voix française du doublage et a notamment doublé régulièrement Anthony Quinn dans la plupart de ses films et Telly Savalas (dont Kojak), ainsi que la voix de nombreux acteurs lors de série à succès comme Mr T dans L'Agence tous risques.
Il est aussi connu pour avoir doublé plusieurs personnages au sein de l'animation, dont notamment Ikki dans Les Chevaliers du Zodiaque (Saint Seiya) ou l'âne Bourriquet dans toutes les aventures de Winnie l'ourson.

## Biographie
Né Arthur Djanikian mais utilisant le nom professionnel Henry Djanik, il suit une formation d'art dramatique et commence à partir des années 1950 une carrière d'acteur. Après plusieurs expériences scéniques et des apparitions à la télévision ou au cinéma, il s'oriente ensuite vers le doublage.
Avec sa voix grave, très caractéristique et aisément reconnaissable, il devient rapidement une voix singulière dans le domaine. Il double ainsi des acteurs tels que Steve McQueen dans ses premiers films (Les Sept mercenaires et La Grande Évasion), Anthony Quinn dans la majorité de ses films, Telly Savalas (dont Kojak), Simon Oakland (Les Têtes brûlées), Edward Asner (dont Lou Grant), Mister T. (dont L'Agence tous risques) ou encore Ernest Borgnine (dont Supercopter).
Au sein de séries et films d'animation, il a notamment prêté sa voix à de nombreux personnages comme Ultra Magnus, Autobots qui est le commandant de ville de Métroplex, Mégatron, principal antagoniste de la première série Transformers, ainsi que l'âne Bourriquet dans toutes les aventures de Winnie l'ourson jusqu'au début des années 2000, ou encore Ikki dans Saint Seiya (et bien d'autres personnages dans la même série dont Dohko / le Vieux Maître ou Arès…).

## Théâtre
- 1951 : Colombe de Jean Anouilh, mise en scène André Barsacq, Théâtre de l'Atelier
- 1953 : Médée de Jean Anouilh, mise en scène André Barsacq, Théâtre de l'Atelier
- 1953 : Zamore de Georges Neveux, mise en scène André Barsacq, Théâtre de l'Atelier
- 1960 : Le Zéro et l'Infini de Sidney Kingsley (en), mise en scène André Villiers, Théâtre Antoine
- 1961 : Le Cheval chinois d'Armando Curcio, Théâtre Charles de Rochefort

## Filmographie

### Cinéma
- 1952 : Manina, la fille sans voiles de Willy Rozier
- 1953 : Cet homme est dangereux de Jean Sacha
- 1953 : L'Aventurière du Tchad de Willy Rozier
- 1955 : Pas de coup dur pour Johnny de Émile Roussel
- 1957 : Les trois font la paire de Sacha Guitry et Clément Duhour : Bébert
- 1966 : À belles dents de Pierre Gaspard-Huit
- 1969 : Z de Costa-Gavras : le directeur d'une salle de spectacle
- 1971 : Biribi de Daniel Moosmann : Salpierri
- 1974 : Q / Au plaisir des dames de Jean-François Davy
- 1975 : Peur sur la ville d'Henri Verneuil : Un inspecteur de police
- 1976 : La situation est grave… mais pas désespérée de Jacques Besnard
- 1976 : Et si tu n'en veux pas de Jacques Besnard
- 1976 : Le Corps de mon ennemi d'Henri Verneuil
- 1978 : L'Amour en question d'André Cayatte : Alberti, le détective "habile et tenace" (non crédité)
- 1979 : La Dérobade de Daniel Duval
- 1979 : I... comme Icare d'Henri Verneuil : Nick Farnese, le faux témoin
- 1983 : Le Voleur de feuilles de Pierre Trabaud : le turfiste
- 1983 : Haltéroflic de Philippe Vallois
- 1993 : Mayrig d'Henri Verneuil
- 1993 : 588, rue Paradis d'Henri Verneuil : un des acteurs de la pièce La Chevalière

### Télévision
- 1962 : L'inspecteur Leclerc enquête : Mortellement vôtre de Mick Roussel
- 1970 : Les Enquêteurs associés, épisode « Les enquêteurs s'associent »
- 1971 : Au théâtre ce soir : Arsenic et vieilles dentelles de Joseph Kesselring, mise en scène Alfred Pasquali, réalisation Pierre Sabbagh, Théâtre Marigny : Le lieutenant Rooney
- 1971 : Les Nouvelles Aventures de Vidocq, épisode Échec à Vidocq de Marcel Bluwal
- 1972 : Au théâtre ce soir : Faites-moi confiance de Michel Duran, mise en scène Alfred Pasquali, réalisation Pierre Sabbagh, Théâtre Marigny : Corsini, l'associé d'Achille
- 1972 : La Tête à l'envers : Albert
- 1976 : Les Brigades du Tigre, épisode Don de Scotland Yard de Victor Vicas
- 1981 : Julien Fontanes, magistrat (épisode : Le soulier d'or)
- 1981 : Ce monde est merveilleux : Le divisionnaire
- 1981 : Histoire contemporaine : Le commandant Aspertini
- 1987 : Les Enquêtes du commissaire Maigret, épisode : Maigret chez le ministre de Louis Grospierre

## Doublage
Les dates indiquées en italique correspondent aux sorties originales des films auxquels Henry Djanik a participé aux redoublages ou aux doublages tardifs.

### Cinéma

#### Films d'animation
- 1965 : Sur la piste de l'Ouest sauvage : La Terreur
- 1967 : Le Livre de la jungle : Akéla
- 1969 : Tintin et le Temple du soleil : un bandit sur le bateau
- 1973 : Le Petit Monde de Charlotte : Homère Zuckerman
- 1973 : Robin des Bois : Corniaud
- 1977 : Les Aventures de Winnie l'ourson : Maître Hibou (1er et 2e doublages) / Bourriquet (2e doublage)
- 1977 : Les Aventures de Bernard et Bianca : La tortue
- 1981 : Métal hurlant : Rudnick + voix additionnelles
- 1982 : La Dernière Licorne : Bras-droit de Cully
- 1982 : Dark Crystal : SkekNa, le maître des esclaves
- 1987 : Le Petit Grille-pain courageux : Le climatiseur
- 1987 : Éris : La Légende de la pomme d'or : Ikki
- 1988 : Oliver et Compagnie : Sykes
- 1988 : La Guerre des dieux : Ikki
- 1991 : La Belle et la Bête : Monsieur D'Arque
- 1993 : Les Mille et Une Farces de Pif et Hercule
- 1993 : Blanche Neige et le Château hanté : Scowl
- 1997 : Winnie l'ourson 2 : Le Grand Voyage : Bourriquet
- 1999 : Winnie l'ourson : Joyeux Noël : Bourriquet
- 2000 : Les Aventures de Tigrou : Bourriquet

### Télévision

#### Téléfilms
- Telly Savalas dans :
  - L'Assassin du métro (1973) : Inspecteur Joe Brody
  - Les Douze Salopards : Mission Suicide (1987) : Major Wright
  - Les Douze Salopards : Mission fatale (1988) : Major Wright

- Edward Asner dans :
  - Le messager de l'espoir (1991) : Edward P. Mitchell
  - Disparue dans la nuit (1996) : Détective John Waters
  - Un été avec mon père (2003) : Auggie Sinclair

- Bud Spencer dans :
  - Le Professeur (1988) : Jack Clementi (6 téléfilms)
  - Extralarge (1990 - 1993) : Jack « Extralarge » Costello (12 téléfilms)

- Anthony Quinn dans :
  - Onassis, l'homme le plus riche du monde (1988) : Aristote Onassis
  - Hercule (1994) : Zeus (5 téléfilms)

Mais aussi :
- 1967[4] : Winchester 73 : Scots (Jack Lambert)
- 1972 : Adventures of Nick Carter : Capitaine Dan Keller (Neville Brand)
- 1974 : Brève rencontre : Stephen (John Le Mesurier)
- 1976 : Déluge sur la ville : Sam Adams (Cameron Mitchell)
- 1977 : Tarantula : Le Cargo de la mort : Bert Springer (Claude Akins)
- 1977 : Horizons en flammes : Sam Brisbane (Ernest Borgnine)
- 1978 : Le Voleur de Bagdad : le chef de la Police du Calife (Bruce Montague)
- 1983 : La Pourpre et le Noir : Père Vittorio (Raf Vallone)
- 1984 : Le Duel des héros : Sam Starret (James Coburn)
- 1997 : Asteroïde : Points d'impact : Lloyd Morgan (Frank McRae)

#### Séries télévisées
- Edward Asner dans :
  - Le Riche et le Pauvre (1976) : Axel Jordache
  - Lou Grant (1977) : Lou Grant
  - The Closer (1998) : Carl Dobson
  - X-Files : Aux frontières du réel (1998) : Maurice (Saison 6, épisode 6)
  - Dharma et Greg (2001) : Earl Tucker (saison 4, épisode 22)

- Ernest Borgnine dans :
  - La Petite Maison dans la prairie (1974) : Jonathan (Saison 1, épisode 14)
  - Supercopter (1984) : Dominic Santini
  - Demain à la une (1999) : Antonio Birelli (Saison 3, épisode 13)
  - Walker Texas Ranger (2000) : Eddie Smith
- Telly Savalas dans :
  - Kojak (1973 - 1978) : Lieutenant Theo Kojak
  - La croisière s'amuse (1985) : Dr Fabian Cain
  - L'As de la crime (1992 - 1993) : Tommy Collette
- Mister T. dans :
  - L'Agence tous risques (1983 - 1987) : Sgt. Bosco « Barracuda » (B.A. en VO) Barracus
  - Arnold et Willy (1983) : Lui-même (Saison 6, épisode 1)
  - Mister T. (1988 - 1990) : T.S. Turner
- Anthony Quinn dans :
  - L'Homme de la cité (1971 - 1972) : Thomas Jefferson Alcalá
  - Jésus de Nazareth (1977) : Caïphe
- Jon Polito dans :
  - Les Contes de la crypte (1995) : Nikos Stano (Saison 3, épisode 12)
  - Desperate Housewives (2005) : Charles Skouras, le vendeur de matelas (Saison 1, épisode 14)
- Dans la série Starsky et Hutch (1975-1980) :
  - Anton Risz (Ivor Francis (en)) (saison 1, épisode 7 : Avis de mort)
  - Joseph Durniak (Michael V. Gazzo) (saison 2, épisode 16 : Traquenard)
  - George Prudholm (Stephen McNally) (2e voix, saison 2, épisode 19 : Amour quand tu nous tiens)
  - Steve Hanson (Rory Calhoun) (saison 2, épisode 24 : Le Clown)
  - Rudy le barman (Bruce M. Fischer) (saison 4, épisode 5 : À votre santé)
- 1967 : Hondo : Buffalo Baker (Noah Beery Jr.)
- 1975 : La Planète des singes : Jason (Pat Renella) (épisode 2 : Les Gladiateurs)
- 1976 : Les Têtes brûlées : Général Thomas Moore (Simon Oakland)
- 1976 : Moi Claude empereur : Hérode Agrippa (James Faulkner)
- 1977 : La petite maison dans la prairie : M. Griffin (Saison 3, épisode L'Or)
- Le Renard :
  - 1977 : Le speaker TV (voix) (Saison 1, épisode 1 : L'otage)
  - 1978 : Max Steiger (Bruno Dallansky) (Saison 2, épisode 9 : La colonne)
  - 1980-1981 : Le commissaire divisionnaire Franz Millinger (Henning Schlüter) (Saisons 4-5)
  - 1983 : Commissaire Helmut Wegner (Michael Gahr (de)) (Saison 7, épisode 5 : À la vie à la mort)
- Inspecteur Derrick :
  - 1985 : Albert Rasko (Peter Ehrlich (de)) (ép. 125 : Les enfants de Rasko )
  - 1993 : le pianiste du bar (Rudolf Wessely) (ép. 225 : Doris )
  - 1993 : Dr. Guth (Karlheinz Vietsch) (ép. 228 : Requiem pour un destin )
- 1978 - 1979 : Colorado : Manolo Marquez (René Enríquez)
- 1978 - 1979 : Galactica : Dr Salik (George Murdock)
- 1980 : Drôles de dames : P.J Wilkes (Norman Alden) (Saison 4 épisode 19 Dans la danse)
- 1983 : 1987 : Les deux font la paire : Billy Melrose (Mel Stewart)
- 1985 : Les Dessous d'Hollywood : Oliver Easterne (Rod Steiger)
- 1990 : Le Prince de Bel-Air : Philip Banks (James L. Avery, Sr.) (2e voix[5])
- 1991 : Hercule Poirot : Colonel Horace Lacey (Frederick Treves) (S03-E09)
- 1992 : Columbo : Lieutenant Robertson (Frank McRae) (Saison 11, épisode 3 : Un seul suffira)
- 1993 : Homicide : Lieutenant Al « Gee » Giardello (Yaphet Kotto)
- 1994 : RoboCop : Sergent Stan Parks (Blu Mankuma)
- 1994 - 1997 : Rex, chien flic : Max Koch (Fritz Muliar)
- 1995 : Un cas pour deux : Karl Rottmann (Ulrich Matschoss) (S15-E01)
- 1997 : Les Faux Frères : Bob / Père Orso (Bud Spencer)
- 2002 : Preuve à l'appui : Dr. Leo Gelber (Jack Klugman) (Saison 1, épisode 21)
- 2003 : Will et Grace : James Earl Jones (Lui-même) (Saison 6, épisode 4)

#### Séries animées
- 1958 - Yogi l'ours : Boubou
- 1959 - Les Aventures de Tintin, d'après Hergé - L'étoile Mystérieuse : le saboteur
- 1975 - Albert et Barnabé : Barnabé
- 1975 - Goldorak : Horos (2e voix)
- 1978 - Il était une fois... l'Homme : Le teigneux (2e voix)
- 1978 - 1982 : 1, rue Sésame : Bart
- 1982 - Les Maîtres du temps : Un soldat
- 1982 - Cobra : Canos, un ami de Cobra
- 1983 - Les Aventures de Winnie l'ourson : Bourriquet, Maître Hibou
- 1983 - Mister T. : Mister T.
- 1984 - Transformers : Megatron, Omega Supreme, Brawn, Mirage, Prowl, Rodimus Prime, voix additionnelles
- 1984 - Mon petit poney : Scorpion
- 1984 - Le Défi des Gobots : Leader
- 1985 - Cosmocats : Panthéro, Shakal, Jaga, Ratar-O, Safari Joe
- 1985 - Bibifoc : Narrateur
- 1985 - Clémentine : Narmor
- 1986 - Il était une fois... la vie : Le teigneux
- 1987 - Bravestarr : Shaman, Intimidor
- 1988 - Winnie l'ourson : Maître Hibou, Bouriquet
- 1988 - Les Chevaliers du Zodiaque : Ikki du Phœnix / Vieux Maître / Grand Pope Arlès / Bud d'Alcor de Zêta / Shura du Capricorne / Milo du Scorpion / Tatsumi / Cassios / Krishna de Chrysaor / Baian de l'Hippocampe / Masque de Mort du Cancer / Camus du Verseau / Sorrento de la Sirène[6]
- 1990 - Michel Vaillant : Le leader
- 1994 - Gargoyles, les anges de la nuit : Petros Xanatos (1re voix)
- 1997 - Men in Black : Franck, le chien

### Jeux vidéo
- 1997 : Warcraft II: Tides of Darkness : paysan et voix additionnelles.
- 2001 : Winnie l'ourson - Premières Decouvertes : Bourriquet